# Robert Šlachta
Robert Šlachta (vlastním jménem Róbert Šlachta; * 22. července 1971 Boskovice) je český politik, bývalý policista a celník, od roku 2022 zastupitel města Pohořelice a od roku 2024 senátor. Mezi lety 2008 a 2016 působil jako ředitel Útvaru pro odhalování organizovaného zločinu (ÚOOZ) Policie České republiky, mezi lety 2016 a 2019 jako zástupce generálního ředitele Celní správy České republiky a vedoucí sekce pátrání Celní správy ČR. 
V roce 2021 založil hnutí Přísaha, kterému od června 2021 předsedá. Od roku 2024 působí jako senátor za obvod č. 56 – Břeclav v Senátorském klubu ANO 2011.

## Život
Narodil se v Boskovicích, kde vystudoval střední zemědělskou školu. Později ještě postupně absolvoval bakalářský a navazující magisterský obor sociální pedagogika na Pedagogické fakultě Masarykovy univerzity (promoval v roce 2001 a získal tak titul Mgr.). Robert Šlachta je svobodný a bezdětný. V roce 2020 s ním vyšel knižní rozhovor vedený Josefem Klímou nazvaný Třicet let pod přísahou. 

## Policejní kariéra
Po střední škole se živil nejdříve jako traktorista, inspirován bratrem později nastoupil k Policii ČR, u níž sloužil dva roky do roku 1992 jako řadový policista na služebně v jihomoravských Pohořelicích. V roce 1992 přešel k zásahové jednotce Policie ČR Správy Jihomoravského kraje. O tři roky později začal působit jako řadový policista v jednotce brněnské expozitury ÚOOZ. V roce 1998 povýšil na vedoucího oddělení zpracovávajícího drogovou trestnou činnost a v roce 2002 se stal vedoucím brněnské expozitury Národní protidrogové centrály.
Další povýšení následovalo v roce 2004, kdy odešel do Prahy jako zástupce ředitele pro výkon a trestní řízení Národní protidrogové centrály. Později se přesunul na místo zástupce ředitele Úřadu kriminální policie a vyšetřování. V roce 2007 se stal Velitelem roku Policie ČR.
Od ledna 2008 nahradil Jana Kubiceho na postu ředitele ÚOOZ. V této pozici čelil několika pokusům o odvolání. V roce 2009 se ho snažil neúspěšně sesadit úřednický ministr vnitra Martin Pecina. V roce 2011 zase čelil podezření, že varoval známého před zatčením. Šlachta obvinění jednoznačně odmítl a celou věc označil za snahu o diskreditaci jeho osoby i ÚOOZ.
Patrně nejkontroverznější akcí, kterou ÚOOZ pod jeho velením uskutečnil, byl v červnu 2013 zásah na Úřadu vlády ČR a na mnoha dalších místech, při kterém byli zatčeni mimo jiné i šéfka Nečasova kabinetu Jana Nagyová a tři exposlanci ODS Petr Tluchoř, Marek Šnajdr a Ivan Fuksa. Tzv. kauza Nagyová vedla i k pádu vlády Petra Nečase. V březnu 2014 pak Petr Nečas prohlásil, že Šlachta byl v době zásahu těsně před odvoláním, protože selhal v boji s černým obchodem s alkoholem, důsledkem čehož měla být metanolová aféra. Šlachta jeho slova odmítl s tím, že vláda neodvolává ředitele ÚOOZ a že boj s černým obchodem s alkoholem vůbec není věcná příslušnost ÚOOZ.
V roce 2017 byly zveřejněny odposlechy pořízené Generální inspekcí bezpečnostních sborů (GIBS), na kterých podnikatel Albin Arifovič a detektiv Luděk Vokál diskutovali o Robertu Šlachtovi, kdy naznačoval, že Šlachta mohl v minulosti přijímat finanční prostředky od albánských skupin:
| „ | Hlavně, ty vole, von dřív měl rád prachy. Robert? Ty by sis na jeho místě vzal? Ale to by byla taková částka, vole. Já bych mu mohl donést kilo… Chodil na výslechy. Měl ode mě všechno. A odkud? Albošských měl peněz. | “ |

Šlachta tato tvrzení odmítl a označil je za nepravdivá a účelová. 
V souvislosti s plány na reorganizaci policejních útvarů, při které došlo ke sloučení Útvaru pro odhalování organizovaného zločinu s Útvarem odhalování korupce a finanční kriminality do jednotné Národní centrály boje proti organizovanému zločinu, požádal 10. června 2016 o uvolnění ze služby a odchod do civilu k 30. červnu 2016. Útvar po Šlachtovi dočasně vedl Milan Komárek, pak ÚOOZ jako samostatný orgán zanikl. V srpnu 2016 přijal nabídku na post náměstka generálního ředitele Celní správy ČR. Od 22. srpna byl zařazen na místo zástupce celního úřadu pro Pardubický kraj a od 1. září byl pověřen funkcí náměstka pro pátrání. V září 2019 však oznámil, že si ke konci listopadu téhož roku podal žádost o uvolnění ze služebního poměru. 
Důvody slíbil sdělit, až nebude ve služebním poměru. Zatím jen naznačil, že se nejednalo o nic společného s jeho působením u Celní správy ČR. Byla to prý směs toho, co se mu „pracovně i osobně dělo“. Na konci listopadu 2019 skutečně odešel do civilu. V následném rozhovoru uvedl, že k rozhodnutí ho vedla situace kolem zrušení ÚOOZ i následné dění kolem NCOZ.

## Politická angažovanost
Na konci ledna 2021 oznámil, že založil nové politické hnutí Přísaha, se kterým kandidoval ve volbách do Poslanecké sněmovny PČR v říjnu 2021. Dne 26. června 2021 se konal v Ostravě ustavující sněm hnutí, na němž byl Šlachta zvolen předsedou Přísahy – občanského hnutí Roberta Šlachty. Neměl protikandidáta, dostal hlasy 110 ze 120 přítomných delegátů.
Ve volbách do Poslanecké sněmovny PČR v roce 2021 byl lídrem hnutí Přísaha v Jihomoravském kraji, hnutí však nezískalo žádný poslanecký mandát.
V komunálních volbách v roce 2022 kandidoval do zastupitelstva města Pohořelice v okrese Brno-venkov. V těchto volbách uspěl a stal se zastupitelem města. Hnutí Přísaha vyhrálo volby v tomto městě, přesto nenašlo ani jednoho koaličního partnera, a skončilo tak v opozici.
Ve volbách do Evropského parlamentu v červnu 2024 kandidoval jako člen hnutí Přísaha na 21. místě kandidátky uskupení „PŘÍSAHA a MOTORISTÉ“. Získal 15 680 preferenčních hlasů, a stal se tak prvním náhradníkem.
Ve volbách do Senátu PČR v roce 2024 kandidoval za hnutí Přísaha v obvodu č. 56 – Břeclav. Podpořili jej také Motoristé sobě, Svobodní a Moravané. V prvním kole vyhrál, když získal 24,74 % hlasů. Ve druhém kole se utkal s členem hnutí ANO Miloslavem Janulíkem, kterého porazil se ziskem 58,88 % hlasů. V říjnu 2024 vstoupil do Senátorského klubu ANO 2011.
Ve volbách do Poslanecké sněmovny PČR v roce 2025 je lídrem kandidátky hnutí Přísaha v Ústeckém kraji.

## Nepravdivé výroky
Obvodní soud pro Prahu 5 v roce 2024 rozhodl, že se Robert Šlachta musí omluvit za své výroky o Liboru Grygárkovi, že poskytoval kontroverzním podnikatelům informace ze spisů a že si za to nechal platit. Tento rozsudek v roce 2025 potvrdil Městský soud v Praze.
Obvodní soud v Břeclavi v roce 2025 rozhodl, že se Robert Šlachta musí omluvit bývalému šéfredaktorovi pořadu Reportéři ČT Marku Wollnerovi a zaplatit mu 400 000 Kč jako náhradu nemajetkové újmy. Důvodem byla Šlachtova vyjádření, ve kterých spojoval Wollnera s kauzou Dozimetr a obviňoval ho z krytí organizovaného zločinu. 